# 이치조 사네쓰네
이치조 사네쓰네(일본어: 一条実経)는 가마쿠라 시대의 공경이다. 종1위, 섭정, 관백, 좌대신. 오섭가 중 하나인 이치조 가의 시조이다. 통칭은 엔묘지 관백(円明寺関白).
구조 미치이에의 4남으로 태어났다. 어머니는 사이온지 긴쓰네의 딸·린코. 첫째 형은 노리자네, 둘째 형은 니조 가의 시조·니조 요시자네이다. 셋째 형은 가마쿠라 막부 제4대 쇼군·후지와라노 요리쓰네이다.
| 전임 니조 요시자네 | 후지와라 씨장자 1246년 ~ 1247년 1265년 ~ 1267년 | 후임 고노에 가네쓰네 고노에 모토히라 |

| 전임 (구조 미치이에) | 제1대 이치조가 당주 | 후임 이치조 이에쓰네 |

| 전임 공백(고노에 가네쓰네) | 제10대 섭정 (인신섭정, 가마쿠라 시대) 1246년 ~ 1247년 | 후임 고노에 가네쓰네 |

| 전임 니조 요시자네 | 제9, 12대 관백 (가마쿠라 시대) 1246년 1265년 ~ 1267년 | 후임 공백(다카쓰카사 가네히라) 고노에 모토히라 |